# Cerro Chororí
El Cerro Chororí es una elevación o montículo situado en el Departamento Central de la República del Paraguay, en el distrito de Areguá perteneciente al grupo de cumbres del Ybytypanemá. Se encuentra a unos 300 metros de distancia del Cerro Koi al oeste. Este mismo también fue declarado como patrimonio de la humanidad en 1993 al igual que su adyacente, el Cerro Koi.
- Datos: Q5762934